# Jan Jansz de Jonge Stampioen

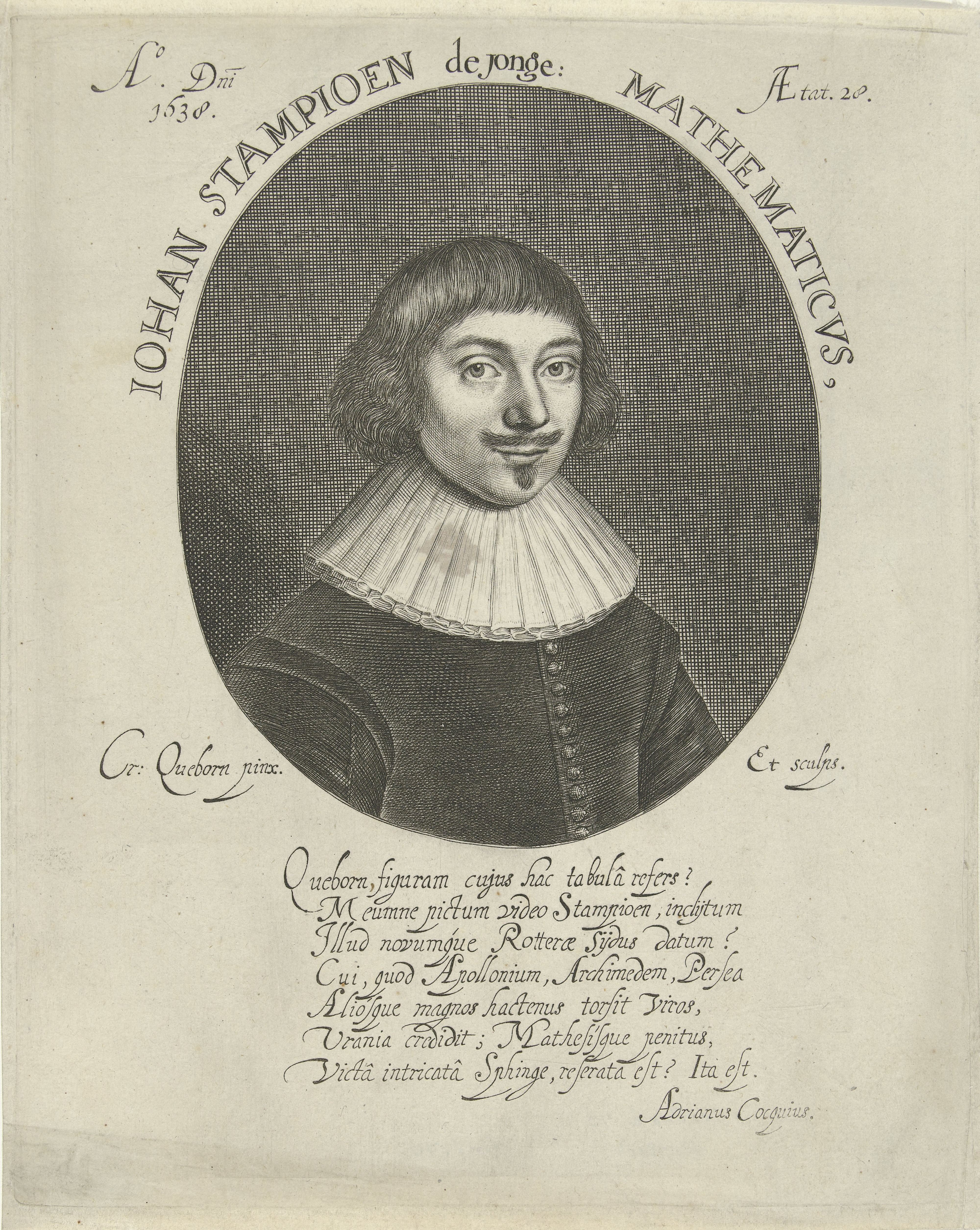
Stampioen von Adrianus Cocquius 1638

Jan Jansz de Jonge Stampioen, oder Jan Jansz Stampioen der Jüngere, (* 1610 in Rotterdam; † 1653 in Arras) war ein niederländischer Mathematiker.

## Leben
Sein Vater war Landvermesser, Kartograph und Hersteller astronomischer Instrumente. Stampioen unterrichtete Mathematik in Rotterdam und veröffentlichte 1632 eine Abhandlung über sphärische Trigonometrie (in zwei Büchern, eines mit einer Neuausgabe der Sinus-Tafeln von Frans van Schooten von 1627). Sie zeigt Einflüsse von Albert Girard. 1638 ging er nach Den Haag als Lehrer des Prinzen Wilhelm II. (Oranien). Außerdem eröffnete er dort eine Druckerei und einen Buchhandel, in dem er eigene mathematische Abhandlungen veröffentlichte.
1639 veröffentlichte er ein Algebra-Buch (Algebra ofte Nieuwe Stelregel), das auch kubische Gleichungen nach Niccolò Tartaglia und Gerolamo Cardano behandelte, und eine Abhandlung, in der er ein zuvor unter einem Pseudonym (Johan Baptista aus Antwerpen) selbst gestelltes Problem, das auf die Lösung einer kubischen Gleichung führte, löste. Bei einem der gestellten Probleme entwickelte sich auch ein Disput mit dem Landvermesser Jacob Waessenaer aus Utrecht und René Descartes, der auf Stampioen nicht gut zu sprechen war, da dieser ihn 1632 mit einer geometrischen Aufgabe, die auf die Lösung einer Gleichung vierten Grades führte, herausgefordert und Descartes Lösung zurückgewiesen hatte. Waessenaer war dabei ein Protegé von Descartes und über diesen lancierte Descartes auch eine Kritik an dem Algebra-Lehrbuch von Stampioen, das ähnlich aufgemacht war wie die Geometrie von Descartes, beim selben Verleger erschienen war und in denen er Descartes eigene Methoden herausforderte. Der Streit zog sich zwei Jahre hin. Stampioen forderte Waessenaer schließlich mit einer Wette um 600 Gulden für die Lösung eines Problems heraus (der Erlös sollte an die Armen in Leiden gehen). Die Schiedsrichter (unter anderem Frans van Schooten, Jacob Golius) entschieden 1640 zugunsten von Waessenaer.
Descartes äußert sich auch in Briefen an Constantijn Huygens abfällig über Stampioen und bezeichnet ihn als Scharlatan und mittelmäßigen Mathematiker.
1644 wurde er Lehrer von Christian Huygens und dessen Bruder Constantijn. Er unterrichtete auch Elisabeth von der Pfalz, Tochter des „Winterkönigs“ Friedrich V. und später Äbtissin in Herford. Neben seinen Büchern und Streitschriften sind einige Karten von ihm bekannt. Er ging 1651 in die spanischen Niederlande und arbeitete für den Statthalter Leopold Wilhelm von Österreich.
Er wird manchmal mit seinem gleichnamigen Vater, einem Kartographen verwechselt oder mit seinem Sohn Nicolaes Stampioen, der 1689 Mitglied einer Kommission war, die über eingereichte Lösungen des Längengradproblems urteilte (weshalb manchmal ein Tod nach 1689 vermutet wurde). Stampioen starb aber 1653 bei einer Pulverexplosion in Arras. Das geht aus einer notariellen Erklärung 1681 in Rotterdam hervor und auch im Testament seines Vaters 1660 wird er als verstorben bezeichnet.